# Фікрет Кизилок
Фікрет Кизилок (10 листопада 1946, Стамбул — 22 вересня 2001, Стамбул) — турецький рок-музикант.

## Біографія
Музикою захопився під час навчання в галатасарайському ліцеї. Першим музичним інструментом Кизилока став акордеон, на якому його батько вчив грати одного з однокласників.
Після зустрічі з Джахітом Обеном у 1963 році почав грати на ритм-гітарі. Разом вони створили групу «Cahit Oben 4», крім Кизилока і Обена, у групу входили також Корай Октай, який грав на басових інструментах і барабанщик Ерол Улаштир. Група виступала в нічному клубі «Çatı Gece Kulübü». Одночасно з виступами в клубі музиканти давали виступи на відкритому повітрі. Першою піснею «Cahit Oben 4» стала написана під впливом" Бітлз «I Wanna Be Your Man». Пізніше група розпалася.
Після розпаду групи Кизилок отримав освіту в галузі стоматології, потім близько року виступав разом з Баришем Манчо перш ніж випустити свій перший сольний сингл «Ay Osman — Sevgilim» . У 1970-х роках Кизилок став більш тісно торкатися у своїх творах політичних тем. Він поклав на музику вірші цілої низки поетів, які активно виступали на політичні теми, в тому числі, Ахмета Аріфа («Vurulmuşum», 1971), Ашика Махзуні Шерифа («Darağacı», 1975) і колишнього прем'єр-міністр Бюлента Еджевіта. В альбом Кизилока «Not Defterimden» (1977) увійшли його експерименти з атональною музикою і записи віршів Назима Хікмета. Втім, в 1970-х роках політична ситуація в Туреччині погіршується, і заборона Еджевіту займатися політичною діяльністю після перевороту 1980 року призвела Кизилока до вимушеної перерви в заняттях музикою з 1977 по 1983 роки.
У 1998 році Кизилок пережив серцевий напад і закінчив того ж року роботу над альбомом «Mustafa Kemal — Devrimcinin Güncesi» і почав роботу над альбомом, який отримав робочу назву «Suya Yazılan Şarkılar», але завершити роботу над ним музиканту не вдалося. Після серцевого нападу Кизилок пройшов курс лікування, але йому довелося носити кардіостимулятор. У липні 2001 року Фікрет Кизилок пережив другий серцевий напад, від наслідків якого він помер у вересні того ж року.

## Творчість
Кизилок випустив 13 золотих пластинок. Багато музикантів записали кавер-версії пісень. Серед них: Бариш Акарсу («Bu Kalp Seni Unutur mu?» і «Yeter Ki»), Фунда Арар («Haberin Var mı?»), Мехмет Ердем («Bir Harmanım bu Akşam»), Mor ve Ötesi («Sevda Çiçeği»), Леман Сам і Шеввал Сам («Gönül»), і Сібель Сезал («Ben Gidersem»).

## Дискографія
Спільно з Cahit Oben 4
- 1965: I Wanna Be Your Man / 36 24 36 (Ulaştır Plak)
- 1965: Silifke'nin Yoğurdu / Hereke (Diskofon Plak 5061)
- 1965: Makaram Sarı Bağlar / Halime (Hürriyet Gazetesi)

Fikret Kızılok ve Üç Veliaht (Fikret Kızılok and the Three Crown Princes)
- 1965: Belle Marie / Kız Ayşe (Diskofon Plak 5075)

Solo 45s
- 1967: Ay Osman — Sevgilim / Colours — Baby (Sayan FS-120)
- 1969: Uzun İnce Bir Yoldayım / Benim Aşkım Beni Geçti (Sayan FS-214)
- 1970: Yağmur Olsam / Yumma Gözün Kör Gibi (Sayan FS-220)
- 1970: Söyle Sazım / Güzel Ne Güzel Olmuşsun (Sayan FS-230)
- 1971: Vurulmuşum / Emmo (Grafson 3767)
- 1971: Gün Ola Devran Döne / Anadolu'yum (Grafson 4005, reissued as Coşkun Plak 1381)
- 1972: Leylim Leylim (Kara Tren) / Gözlerinden Bellidir (Grafson 4007)
- 1973: Köroğlu Dağları / Tutamadım Ellerini (Grafson 4010)
- 1973: Bacın Önde Ben Arkada / Koyverdin Gittin Beni (Şah Plak 5022)
- 1975: Anadolu'yum '75 / Darağacı (Şak Plak 5051)
- 1976: Biz Yanarız / Sen Bir Ceylan Olsan (Şak Plak 5055)

Fikret Kızılok ve Tehlikeli Madde
- 1974: Haberin Var mı / Kör Pencere — Ay Battı (Şah Plak 5029)
- 1974: Aşkın Olmadığı Yerde / İnsan mıyım Mahluk muyum Ot muyum (Şah Plak 5033)

Сольні альбоми
- 1977: Not Defterimden (Hey Plak 5008, reissued as Kalan Müzik CD 007)
- 1983: Zaman Zaman (Yonca 8038, reissued as Kalan Müzik CD 005)
- 1990: Yana Yana (unknown, reissued as Kalan Müzik CD 006)
- 1992: Olmuyo Olmuyo «Düşler» (Taç Plak)
- 1995: Demirbaş (Kalan Müzik)
- 1995: Yadigar (Kalan Müzik CD 034)
- 1998: Mustafa Kemal — Devrimcinin Güncesi (Kalan Müzik CD 111)

З Бюлентом Ортачгилем
- 1985: Çekirdek Hatırası — Biz Şarkılarımızı (Çekirdek Sanat Evi)
- 1986: Pencere Önü Çiçeği (Piccatura)
- 2007: Büyükler Için Çocuk Şarkıları (Klik Müzik, випущений після смерті збірник, записаний TRT 1987)

Збірники
- 1975: Fikret Kızılok — 1 (Türküola Almanya 0452)
- 1975: Fikret Kızılok (Saba Almanya 1456)
- 1992: Fikret Kızılok 1968'ler (Ada Müzik 076)
- 1992: Seçme Eserler — 68'ler 1 (Kalan Müzik)
- 1993: Seçme Eserler — 68'ler 2 (Kalan Müzik)
- 1999: Gün ola devran döne (Kalan Müzik CD 151)
- 2002: Dünden Bugüne: 1965—2001 (Sony Music 508 033 2)
- 2005: Fikret Kızılok (World Psychedelia Ltd WPC6-8493)
- 2007: Edip Akbayram — Fikret Kızılok (Coşkun Plak)

Дитячі альбоми
- 1996: Vurulduk Ey Halkım (Kalan Müzik)